# Památková péče v Česku

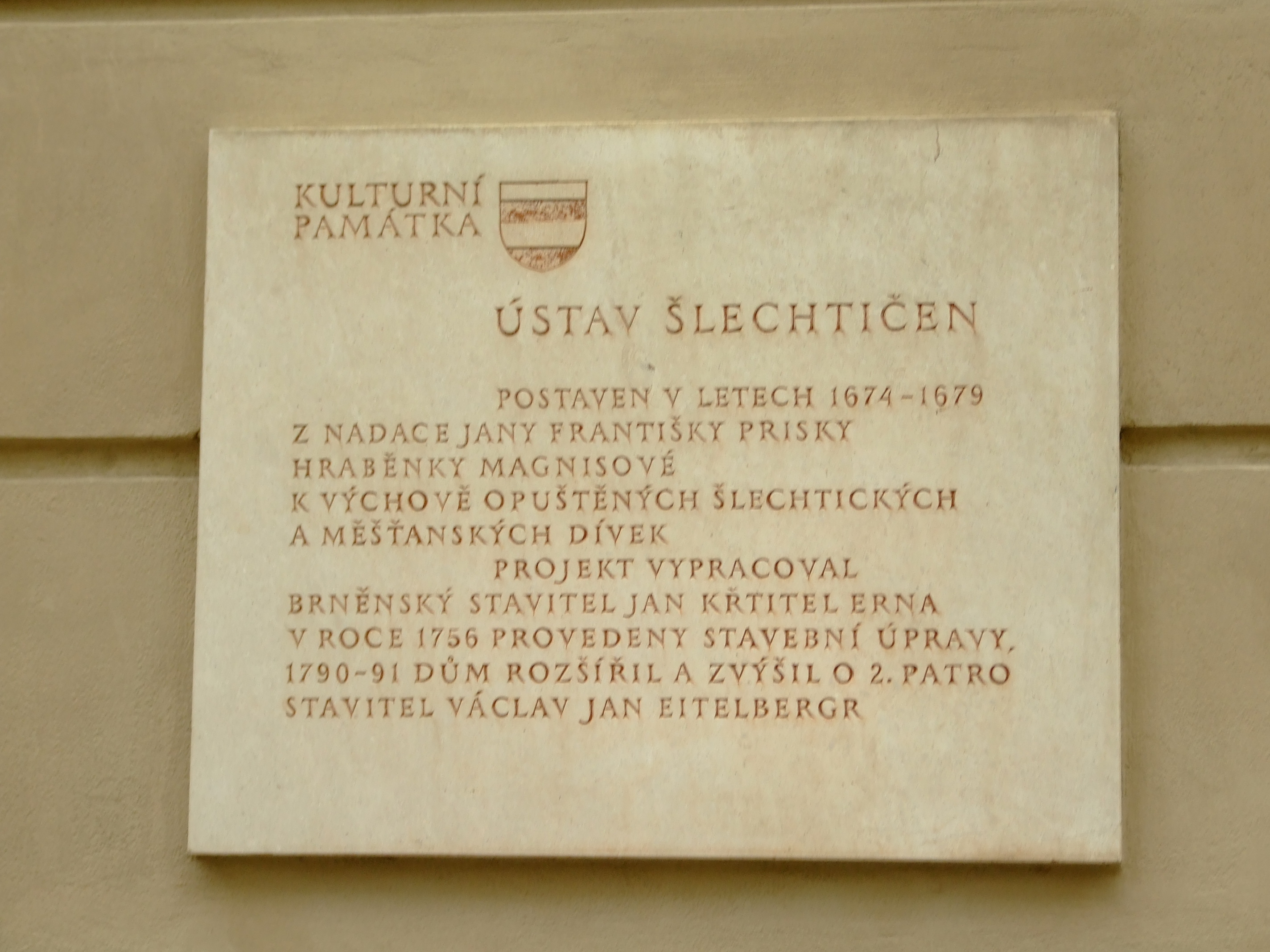
Informační deska o ochraně Paláce šlechtičen v Brně

Památková péče v České republice je vykonávána především prostřednictvím státních orgánů na základě zákona České národní rady č. 20/1987 Sb., o státní památkové péči. Probíhá formou evidence, ochrany a záchrany (konzervace, restaurování, rekonstrukce) a vhodného společenského uplatnění památek, případně vyhlášením tzv. ochranného pásma (dle § 17). Jedná se o ochranu vybraných objektů (věc nebo soubor věcí) movitého i nemovitého kulturního dědictví, které byly prohlášeny za kulturní památku České republiky. Chráněny mohou být též části sídel jako památková rezervace či památková zóna. Národní kulturní památky a památkové rezervace vyhlašuje nařízeními vláda, památkové zóny a kulturní památky vyhlašuje ministerstvo kultury.
Deklarovaným účelem zákona je chránit kulturní památky jako nedílnou součást kulturního dědictví lidu, svědectví jeho dějin, významného činitele životního prostředí a nenahraditelné bohatství státu a vytvořit všestranné podmínky pro další prohlubování politickoorganizátorské a kulturně výchovné funkce státu při péči o kulturní památky, o jejich zachování, zpřístupňování a vhodné využívání, aby se podílely na rozvoji kultury, umění, vědy a vzdělávání, formování tradic a vlastenectví, na estetické výchově pracujících a tím přispívaly k dalšímu rozvoji společnosti.

## Historie

### Do poloviny 19. století
První snahy týkající se péče o kulturní dědictví v moderním slova smyslu se objevily již v 18. století za vlády Marie Terezie. Dne 24. února 1776 byl vydán dvorský dekret (doplněný později dekretem z 5. března 1812) o povinnosti nálezců starožitností (tj. mincí, soch, pohanských model, zbraní, nádob a náhrobních kamenů) zaslat nalezené předměty Kabinetu mincí a starožitností k odkoupení. Dvorský dekret z 28. prosince 1818 upravoval vývoz a obchod s uměleckými díly a zakazoval vyvážet vzácná umělecká díla jako obrazy, sochy, mince a mědirytiny, rukopisy a prvotisky apod.

### Historismus a nové přístupy
Dne 31. prosince 1850 byla při Ministerstvu obchodu, průmyslu a veřejných prací založena Centrální komise pro výzkum a zachování stavitelských památek. V rámci této komise byli pro Čechy a Moravu jmenováni odborní konzervátoři. V roce 1859 byla komise převedena k Ministerstvu kultu a vyučování. Komise se zpočátku věnovala výhradně stavební památkám, takže mezi členy převažovali architekti. V roce 1872 byla přejmenována na Centrální komisi pro péči o památky a její působnost se rozšířila také na umělecké předměty. Vzhledem k tomu, že nebyl přijat památkový zákon, neměla komise téměř žádné pravomoci. V roce 1911 vznikl ve Vídni při komisi Památkový úřad a v roce 1918 ještě před zánikem Rakouska-Uherska byl zřízen odborný Zemský památkový úřad pro České království. Morava a Slezsko zůstaly pod správou vídeňského úřadu.
Významnou osobností byl Josef Mocker (1835–1899), architekt a restaurátor, představitel novogotiky a puristického přístupu v restaurování. Zakladatelem moderně pojaté památkové péče byl Alois Riegl (1858–1905). Na počátku 20. století definoval jako hlavní hodnotu památky stáří, jehož známky jsou každému patrné, a proto musí být cílem památkové péče je uchovat. Tento názor se postupně rozšířil i do ostatních zemí. Po smrti Aloise Riegla převzal místo profesora na vídeňské univerzitě historik umění Max Dvořák (1874–1921), mimo jiné autor důležitého spisu Katechismus památkové péče (1924). Výbor z uměnovědných studií Maxe Dvořáka vyšel česky roku 1936 v souboru Umění jako projev ducha.

### Meziválečné období
Po vzniku samostatného Československa byl Zemský památkový úřad pro České království přeměněn na Státní památkový úřad a dále vznikly Státní fotoměřický ústav pro dokumentaci památek a Státní archeologický ústav pro výzkum archeologických památek. Ani v meziválečném období nebyl přijat zákon o památkové péči. V přístupu k památkám se prosadila analytická metoda vycházející z Rieglovy školy, která spočívala v odhalování, konzervování a prezentaci prvků z jednotlivých stavebně-historických fází památky.
V období Protektorátu (1939–1945) spadala památková péče pod úřad německého státního sekretáře. Bylo přijato vládní nařízení č. 274/1941 Sb., o archeologických památkách.

### Po druhé světové válce
Po druhé světové válce vznikla Národní kulturní komise pro správu státního kulturního majetku (zákon č. 137/1946 Sb.). Tato komise dohlížela mj. na památky, které podle Benešových dekretů přešly do vlastnictví státu, např. zámky a hrady.
V roce 1947 vznikl ateliér, který se specializoval na obnovu jednotlivých památek, i celých památkových rezervací. Z tohoto ateliéru vznikl v roce 1956 Státní ústav pro rekonstrukci památkových měst a objektů (SÚRPMO). Péče o církevní památky měl na starost podle vládního nařízení ze dne 25. října 1949 Státní úřad pro věci církevní. Dne 11. července 1950 vyhlásila vláda 30 měst za památkové rezervace, z toho bylo 22 na území dnešní České republiky.
V roce 1952 byl Státní památkový úřad přetvořen na Státní památkový ústav a výkonné pravomoci byly svěřeny národním výborům. V reakci na nepřipravenost výborů stav nevydržel a již roku 1953 vznikla pod Ministerstvem školství a osvěty Státní památková správa, která přechodně převzala jak roli odborného orgánu, tak výkonného úřadu a správce státního kulturního majetku. 
V roce 1958 byl přijat zákon č. 22/1958 Sb., o kulturních památkách, který jako první zákon řešil památkovou péči.
Zákon stanovoval povinnosti spojené s údržbou kulturních památek, zásady ochrany a evidenci kulturních památek, zavedl památkové zóny, kde je mírnější stupeň ochrany, než v památkových rezervacích. Vrcholným orgánem památkové péče bylo Ministerstvo školství a kultury, které zřizovalo Státní ústav památkové péče a ochrany přírody. Výkonnými orgány památkové péče byly krajské národní výbory, při kterých vznikla Krajská střediska státní památkové péče a ochrany přírody.
K další úpravě v oblasti památkové péče došlo v roce 1988, kdy byl přijat nový, dodnes platný Zákon č. 20/1987 Sb. o státní památkové péči. Zřídil mj. Ústřední seznam kulturních památek nebo památkovou inspekci pro dohled nad dodržováním zákona a stanovil sankce za jeho porušení.
K významným osobnostem české památkové péče po druhé světové válce patřili Zdeněk Wirth, v Českém národním komitétu ICOMOS vzniklém v roce 1965 působili Jakub Pavel (spoluautor Benátské charty) a Vladimír Novotný, později Emanuel Hruška, Karel Kibic a Aleš Vošahlík. Po roce 1989 se stal přední osobností Dobroslav Líbal.

### Po roce 1989
V roce 1991 byla z památkové péče vyčleněna ochrana přírody, která přešla pod Ministerstvo životního prostředí, a název odborné organizace se změnil na Státní ústav památkové péče. Krajská střediska byla přeměněna na Památkové ústavy, od roku 1998 Státní památkové ústavy. V roce 2003 byly tyto instituce (SÚPP jako ústřední metodické pracoviště a všechny krajské SPÚ) sloučeny (právně přesněji splynuly) a vznikl Národní památkový ústav. Krajské ústavy se staly územními odbornými pracovišti a ta byla postupně zřizována i v nových samosprávných krajích.

## Současný stav
Státní památková péče vychází z vědeckého výzkumu kulturních památek. Její vymezení je dáno zákonem, vymezujícím působnost orgánů státní památkové péče a úkoly organizací státní památkové péče. Ústředním orgánem státní správy pro kulturní památky v České republice je ministerstvo kultury (§ 26), které je zřizovatelem specializovaného kontrolního orgánu – památkové inspekce (§ 27). Ta dohlíží především na dodržování památkového zákona, nemůže však vydávat vlastní rozhodnutí a opatření k odstranění nedostatků zjištěných kontrolou ani ukládat pokuty za porušení zákona.
Po zrušení okresních úřadů v roce 2002 přešly povinnosti na úseku památkové péče na krajské úřady a obecní úřady (§ 29–34). O národní kulturní památky pečují kraje (pokud úkoly nejsou svěřeny přímo do pravomoci ministerstva nebo vlády), při jejich obnově provádí státní stavební dohled. Rovněž dohlíží na dodržování práv a povinností u kulturních památek, vyjadřuje se k prohlášení za kulturní památku, k prohlášení památkové zóny, spravuje seznam kulturních památek na svém území. Může podat návrh na vyvlastnění nemovité národní památky, pokud soukromý majitel zanedbávaje své povinnosti ohledně péče ohrožuje její samotnou existenci. Tomuto návrhu však musí předcházet pokus o dohodu s vlastníkem o jejím prodeji.
Každá obec v rámci své přirozené působnosti pečuje o kulturní památky na svém území. Obce s rozšířenou působností pak vykonávají přenesenou státní správu v oblasti památkové péče, především státní stavební dohled při obnově kulturních památek a dozor nad dodržováním zákona.

## Povinnosti soukromého vlastníka

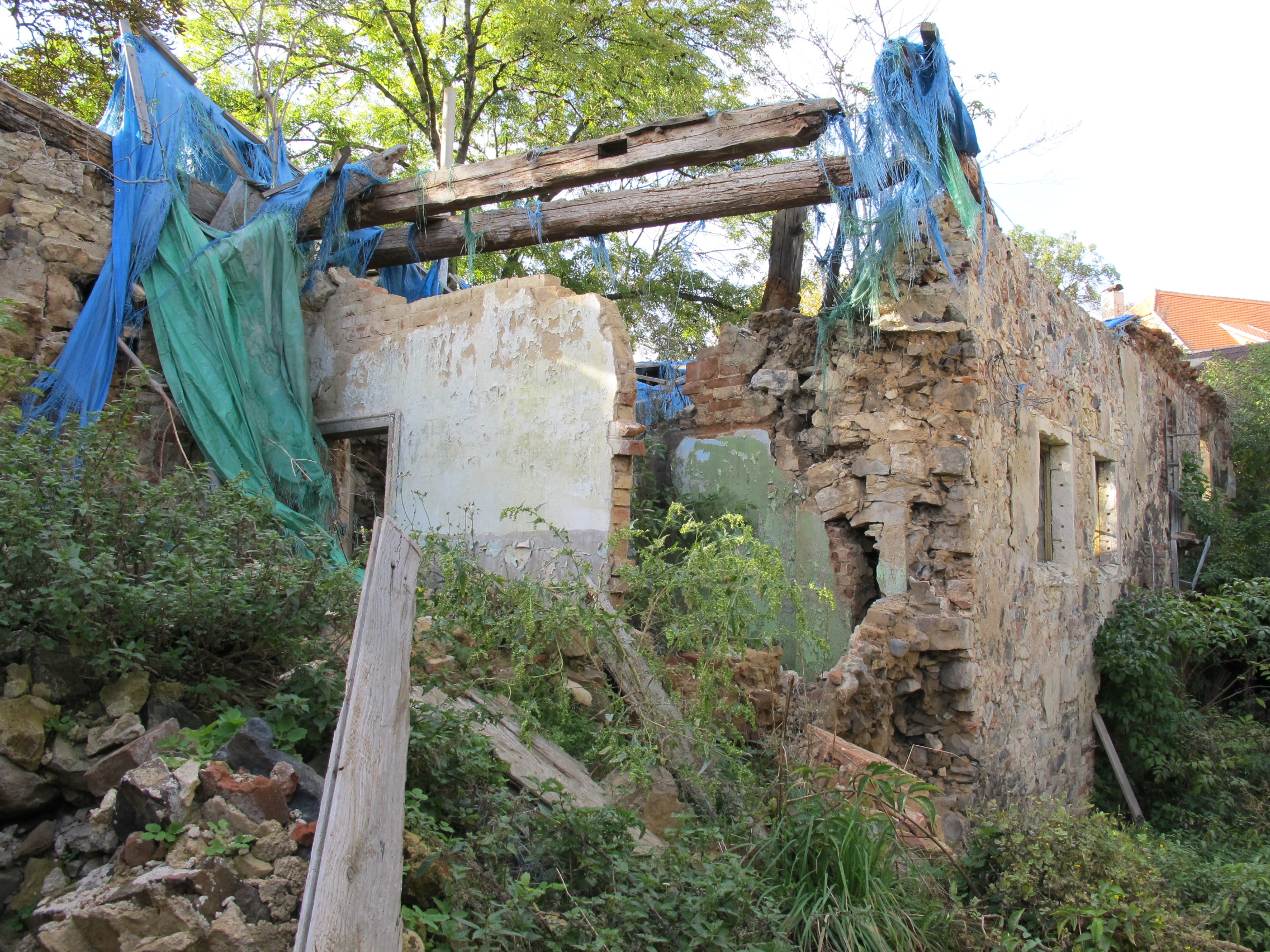
Ruiny památkově chráněného vodního mlýna v Rudolicích nad Bílinou

Kulturní památka zůstává ve vlastnictví původního majitele i po jejím prohlášení; i tehdy, jedná-li se o prohlášení za národní kulturní památku. Vlastník je povinen kulturní památku na své náklady udržovat, tato povinnost může být smluvně přenesena i na uživatele (§ 11). Vlastník má rovněž oznamovací povinnost informovat obecní úřad obce s rozšířenou působností o změně užívání kulturní památky (v případě národní kulturní památky krajský úřad) (§ 12). V případně prodeje národní kulturní památky má předkupní právo Ministerstvo kultury (neplatí u prodeje mezi osobami blízkými nebo spoluvlastníky) (§ 13). Před každou obnovou kulturní památky je vlastník povinen vyžádat si stanovisko obecního úřadu obce s rozšířenou působností, u národní kulturní památku pak krajského úřadu. Tato povinnost se vztahuje i na vlastníky nemovitostí, které sice nejsou kulturními památkami, ale nacházejí se v památkové rezervaci či památkové zóně. Jedná se o úpravy vnějšího vzhledu nemovitosti (okna, výkladní skříně, vývěsní štíty, omítka, střechy, výška objektu, vikýře apod.). Vydané stanovisko úřadu je pro vlastníka závazné (§ 14).
Za porušení povinností při péči o kulturní památky stanovuje zákon sankce. U správních deliktů právnických osob a podnikajících fyzických osob stanovuje pokutu v maximální výši 2 000 000 Kč v případě pokuty uložené obecním úřadem obce s rozšířenou působností a do 4 000 000 Kč u pokut vyměřených krajským úřadem (§ 35). U přestupků pro fyzické osoby mohou sankce dosáhnout stejné výše (§ 39).